# Codan
Codan Limited — производитель и поставщик радиокоммуникационного оборудования, миноискателей и систем радиовещания. Штаб-квартира компании находится в Аделаиде, Южная Австралия. Оборот компании составляет 109,9 миллионов австралийских долларов.
Codan Limited является дочерним подразделением корпорации Codan Group.
Основные направления деятельности: коротковолновая связь, спутниковое и радиорелейное оборудование. Оборудование, производимое компанией, экспортируется в более чем в 150 стран. Компания имеет глобальную сеть сервис-центров, осуществляющую поддержку всего спектра оборудования.
Региональные офисы по продажам находятся в Манассасе (США), Фарнхаме (Великобритания), Пекине (Китай) и Нью-Дели (Индия). Выпускаемое оборудование соответствует международным стандартам качества ISO 9001:2000 .

## Оборудование CODAN
Коротковолновое оборудование  — Codan разрабатывает и производит широкий спектр оборудования КВ-связи, включающий трансиверы (стационарные, переносные и мобильные), модемы для передачи данных, источники питания, усилители мощности, антенны и аксессуары. Компания предоставляет технические решения в области голосовой связи, передачи данных, электронной почты, факсимильных сообщений, системы позиционирования GPS. Все решения соответствуют стандартам качества FED и MIL.
КВ-трансиверы Codan первоначально предназначались для обеспечения радиосвязью людей, проживающих и работающих в центральной Австралии. Впоследствии оборудование заработало превосходную репутацию благодаря высокой надёжности и вскоре стало основным при выборе средств связи для многих коммерческих и частных пользователей во всём мире. Codan в настоящее время признан как ведущий поставщик КВ-трансиверов и является, начиная с 1980 года, основным производителем оборудования, которое используют гуманитарные организации. КВ-трансиверами Codan пользуются как пользователи в самой Австралии, так и коммерческий сектор, корпоративные клиенты и специальные службы по всему миру.
Оборудование военного класса  — военные КВ-трансиверы Codan соответствуют стандартам MIL-STD-188-141B ALE (JITC Certified) и FED-STD-1045 ALE, позволяют использовать их совместно с другими военными средствами связи. Они обеспечивают опцию по скачкообразному изменению несущей частоты и шифрование голоса. Компания Codan поставила приблизительно около 3000 трансиверов данного класса Вооружённым Силам армии США, предназначенных для выполнения операций в Афганистане и Ираке.